# Lidija Andrejevna Ruslanova
Lidija Andrejevna Ruslanova (cyrilicí: Ли́дия Андре́евна Русла́нова; 27. října 1900 v Černavce, Saratovská gubernie Ruské říše – 21. září 1973 v Moskvě, SSSR), rodným jménem Agafja Andrejevna Lejkina (cyrilicí: Ага́фья Андре́евна Ле́йкина) byla ruská a sovětská zpěvačka lidových písní.
Jako jedna z prvních zpívala na konci 30. let píseň Kaťuša, kterou proslavila především během druhé světové války při svých vystoupeních pro vojáky na frontě. Na počátku května 1945, ještě před kapitulací nacistického Německa, vystupovala pro bojující sovětská vojska přímo v Berlíně.
V červnu 1947 byly skupině umělců, mezi nimi i Ruslanovové, odebrány bojové řády protiprávně jim udělené maršálem Žukovem. V září 1948 byla společně se svým mužem generálem Vladimirem Krjukovem obviněna z antisovětské propagandy a rozkrádání sovětské válečné kořisti během berlínského pobytu v květnu 1945. Jednalo se množství nábytku, obrazů, gobelínů, koberců, kožichů, bronzových a mramorových soch, váz, knihovnu starých německých tisků a 4 osobní automobily – Horch, dva Mercedesy a Audi. Při domovní prohlídce byla zajištěna i značná částka v hotovosti, 132 obrazů ruských mistrů a později poklad z 208 briliantů, dalších drahokamů a zlatých, platinových a stříbrných cenností. Při vyšetřování antisovětské řeči popřela, majetek pocházející z Německa prohlásila za vlastnictví svého muže, generála Krjukova, kterému ho „darovali“ jeho vojáci a iniciativně ho i přivezli do Moskvy ve zvláštním vagónu a konečně obrazy, drahé kameny, zlato a drahé kovy si koupila z poctivě vydělaných peněz.
Odsouzena byla k deseti letům v pracovním táboře a konfiskaci majetku. Po Stalinově smrti roku 1953 byla i s mužem rehabilitována. Po propuštění začala znovu veřejně vystupovat. Zemřela v roce 1973 v Moskvě.